# Challenger de Binghamton 2013
El Levene Gouldin & Thompson Tennis Challenger 2013 fue un torneo de tenis profesional que se jugó en pistas duras. Se trató de la 20.ª edición del torneo que forma parte del ATP Challenger Tour 2013 . Tuvo lugar en Binghamton, Estados Unidos entre el 15 y el 21 de julio de 2013.

## Jugadores participantes del cuadro de individuales

### Cabezas de serie
| País                      | Jugador        | Rank1 | Favorito |
| Bandera de Estados Unidos | Rhyne Williams | 129   | 1        |
| Bandera de Alemania       | Mischa Zverev  | 146   | 2        |
| Bandera de Japón          | Yuichi Sugita  | 148   | 3        |
| Bandera de Estados Unidos | Donald Young   | 152   | 4        |
| Bandera de Estados Unidos | Bradley Klahn  | 162   | 5        |
| Bandera de Estados Unidos | Alex Kuznetsov | 181   | 163      |
| Bandera de Túnez          | Malek Jaziri   | 178   | 7        |
| Bandera de Uzbekistán     | Farrukh Dustov | 198   | 8        |
| ------------------------- | -------------- | ----- | -------- |

- 1 Se ha tomado en cuenta el ranking del día 8 de julio de 2013.

### Otros participantes
Los siguientes jugadores recibieron una invitación (wild card), por lo tanto ingresan directamente al cuadro principal:
- Rhyne Williams
- Dennis Novikov
- Donald Young
- Jarmere Jenkins

Los siguientes jugadores ingresan al cuadro principal tras disputar el cuadro clasificatorio:
- Takanyi Garanganga
- Frederik Nielsen
- Mitchell Krueger
- Greg Ouellete

## Campeones

### Individual Masculino
- Alex Kuznetsov derrotó en la final a  Bradley Klahn por 6-4, 3-6, 6-3.

### Dobles Masculino
- Bradley Klahn /  Michael Venus derrotaron en la final a  Adam Feeney /  John-Patrick Smith por 6-3, 6-4